# サンダーバード ARE GO
『サンダーバード ARE GO』（サンダーバード アー・ゴー、原題：Thunderbirds Are Go!）は2015年から2020年まで放送されたイギリスとニュージーランド合作のテレビシリーズ。SF・コンピュータグラフィックス・アニメーション作品。1965年から1966年にイギリスで放送された特撮人形劇『サンダーバード』のリブート・リメイクである。

## 概要
1965年の人形劇作品『サンダーバード』の50年後のリブート・リメイクと位置付けられたテレビシリーズ。2060年、トレーシー家の5人兄弟を中心とする「インターナショナル・レスキュー」が様々なスーパーメカ「サンダーバード」を駆使して世界中の事故・災害現場へ行き救助活動を行う。
オリジナル版ではマリオネットとミニチュアモデルを用いた特殊撮影で映像が作られていたが、シーズン1では人物やサンダーバードなどの主要メカを3次元コンピュータグラフィックスで作成し、ミニチュアモデルのセットと合成して映像が作られるが、シーズン2では、主要メカもミニチュアモデルで撮影されることがある（2号など）。
シーズン1は、製作国のイギリスでは2015年4月4日よりITVおよびITV HD、翌4月5日よりCITVで放送されている。もう一つの製作国、ニュージーランドでは2015年4月10日よりTV2で放送されている。シーズン1は中断をはさみ26エピソードが放送された。2016年10月22日、26エピソードからなるシーズン2が放送開始され、中断をはさみながら2017年12月16日に終了した。26エピソードからなる最終シーズン3は中断を挟みながら2018年春から放送され、2020年2月22日に終了した。
日本ではNHKおよびスーパー!ドラマTVで放送されている。
シーズン1では、父ジェフ・トレーシーが長年(8年)行方不明になっており、天災やヒューマンエラーによるほか、フッドの引き起こした緊急事態に5兄弟らが追われる。やがてケーヨがフッドの姪であることが明らかになる。(26話)
シーズン2では、新たな悪役としておそるべき技術者であるザ・メカニックが登場し、その引き起こした緊急事態に加えて、やはり天災やヒューマンエラーによる緊急事態が連続する。逮捕されていたフッドはザ・メカニックの助けで脱獄する(13話)。失踪したジェフの手がかりが垣間見える。やがてザ・メカニックは逮捕され(26話)、意志に反してフッドに操られていたことがわかる。
シーズン3では、フッドの手下としてハヴォックとヒューズ姉弟からなるカオス・クルーが登場し、重要資源や重要技術を盗み出そうとしては緊急事態を引き起こす。フッドの引き起こした宇宙船事故で死んだはずの父ジェフからの通信が、深宇宙のオールトの雲からもたらされ、兄弟たちは父の救出をはかる。

## オリジナルとの設定の違い

### 時代
オリジナル版の時代設定は西暦2065年だが、本作は2060年から始まっている。第1話で初出動を描いたオリジナル版とは異なり、物語開始時点でインターナショナル・レスキューは既に多くの救助活動を行い、名前は広く知られている。
本作独自の設定として、2040年に「地球戦争」と称される衛星軌道上までが戦場となる地球規模の戦争があり、ステルス宇宙機雷の存在や原子力技術の衰退など、その影響は20年を経てもまだ残っている。また、地球規模の意思決定機関として世界評議会があり、その下部組織の世界防衛軍（GDF: Global Defence Force）はインターナショナル・レスキューと協力関係にある。

### 秘匿性
オリジナル版では、国際救助隊の存在および隊員の素性は徹底的に秘匿されていたが、本作ではGDFのケーシー大佐やフッドがトレーシー一家やケーヨの正体を把握しており、フッドが世界評議会にサンダーバードの引き渡しを迫るなど、インターナショナル・レスキューという存在は完全な独立・秘匿下にあるわけではなくなっている。
また、シーズン1第19話ではインターネット上にサンダーバード3号の写真が流出していることが判明し、それを知ったゴードンはサンダーバードの情報が公然の秘密となっていることに苦笑している。さらに、シーズン1第26話ではフッドによるトレーシー・アイランド占領という緊急事態を受け、トレーシー・アイランドの場所を知られることを承知の上でGDFに救援を要請している。それによりフッドは逮捕されたがシーズン2第13話で刑務所を脱走した。

### コスチューム
制帽は着用していないが、ジェフの制帽がシーズン2第6話・第7話で登場する。各隊員の主な活動環境に合わせて耐圧・耐熱等の高度な機能が備えられ、ヘルメットを装備するだけで宇宙空間や水中での救助活動にも即座に対応可能となっている。また、サッシュ（たすき状のベルト、ケーヨはサッシュではなく、ベスト状のタイプ）は各隊員に合わせて装備品や機能などの仕様が異なっており、各隊員の担当機体と同色となっている。他にもエンジニアのブレインズの服もあり、ヘルメットは白色、服はオレンジ色である。
各機体に乗り込む際、ラウンジからサンダーバード1号・2号・3号への移動はオリジナル版と酷似しているが、機体に乗り込む前（オリジナル版は乗り込んだ直後に衣替えをする）にロボットアームを用いてコスチュームが着用される。また、別ルートからコスチュームに衣替えて（主にゴードンなどのバージル以外が2号に乗り込む際）、機体に乗り込むことも可能である。

### 司令
オリジナル版で総司令だったジェフが不在（後述）であるため、救助プラン策定はスコットとジョンを中心とした実質的な合議制となっている。

### 登場人物
- ゴードン・トレーシー：髪の色は茶色からブロンドになっている。
- ジョン・トレーシー：髪の色はブロンドからオレンジに近い茶色になっている。また、宇宙空間勤務はアランとの交代制ではなくなっている。
- ケーヨ：ティンティン（ミンミン）の代わりに登場し、大きくキャラクターが変更されている。
- ブレインズ：浅黒い肌で、原語版ではインド系の訛りとなっている。
- おばあちゃん：若々しく活動的になっている。料理は下手。
- キラノ（ケーヨの親＝フッドの兄弟）：登場しない。
- パーカー：元泥棒から元軍人に変更。金庫破りの技術は「軍人時代の若気の至り」としている。
- ジェフ・トレーシー：第1、第2シーズンでは登場せず、フッドの関与が疑われる宇宙船の事故のため生死不明であると言及されるのみである。シーズン1 第1話で、ゴードンはジェフの船に搭載されていたトランスポンダと同じ型のビーコンの信号を探知し、救助活動を後回しにして発信源の調査に向かっており、兄弟たちはジェフの捜索を断念していないとみられる。

### メカ
- サンダーバード5号：外観・機能共に大きく変更されており[注 5]、発電用の大型太陽光パネルやロボットアームのように現実の宇宙ステーションにもある装備のほか、遠心力を疑似重力として利用したリング状の重力区画(正式名称は重力リング)や宇宙エレベーターが設けられている。
- サンダーバードS号：オリジナル版には登場しない。
- FAB-1（ファブワン）：ピンク一色の塗装から変えられ、飛行形態、潜水機能、小型ミサイル、意図的にオイルを撒く、スモークを出す、車体色を変えてカモフラージュするなど多彩な装備を搭載するように変更されている。
- FAB-0（ファブゼロ）：飛行形態（プロペラ式）への変形が可能になっている。
- ポッドモジュール：複数の2号搭載マシンの代わりに登場する。
- ファイヤーフラッシュ：外見が大きく変えられ、機体中央部とコクピット左右から計4枚の主翼が伸び、全体としてリング翼機のようなデザインとなっている。

### タイトルの意味
Thunderbirds Are Go!とは「サンダーバードたちは発進準備が完了した！」という意味で、このGoは動詞ではなくreadyを意味する形容詞である。

## 登場人物
オリジナルの登場人物設定についてはサンダーバード (テレビ番組)#登場人物を参照。

### 主な登場人物
- トレーシー兄弟
  - サンダーバードによって人命救助を行う、トレーシー家の5兄弟。各人の容姿、性格、担当任務については概ねオリジナル版に準じている。
  - 救助作業中は基本的に個人名ではなく搭乗する機体名で呼び合っている[6]。日本語版での一人称は全員「僕」。
  - スコット・トレーシー（Scott Tracy）
    - 声 - ラスムス・ハーディカー / 浪川大輔[7]
    - 長男[注 6]。サンダーバード1号担当。
    - インターナショナル・レスキューのリーダー。
    - 現場指揮官としての責任感と高い操縦技術を持つが、自らの危険を顧みない部分があるためシーズン1第4話などでは弟たちから心配されている。やや頑固で、「インターナショナル・レスキューは犯罪捜査や戦闘行為に加担しない」という信条を持つため、危機を招きかねない犯罪者の追及にこだわるケーヨを度々諫める。
    - 副操縦士としてサンダーバード2号や3号に搭乗することもある。シーズン3では4号を操縦している。
    - また、任務の内容に応じて、ポッドモジュールのオペレーター（主に3号に搭載させた場合）を務めることもある。

  - バージル・トレーシー（Virgil Tracy）
    - 声 - デヴィッド・メンキン / 花輪英司[7]
    - サンダーバード2号担当
    - 兄弟の中で背が高く、筋骨隆々とした身体を持つ。慎重に物事に対処し、現実的な分析を行うため、否定的な言動や反論も多いが、気負い過ぎて無茶な行動に走るスコットを諌めたりと相手の事をさりげなく気遣っている。また、ハイテクな救助装備が使えず弱気になるような繊細な一面もある[8]。ピアノの腕は一流。

  - ゴードン・トレーシー（Gordon Tracy）
    - 声 - デヴィッド・メンキン / 柿原徹也[7]
    - サンダーバード4号担当。
    - ムードメーカー的で、軽口を叩く描写が多い。また、ペネロープに好意を抱いているが[9]、ペネロープには粗雑に扱われ、パーカーには毛嫌いされている。
    - サンダーバード4号を輸送する際以外でも、ポッドモジュールのオペレーターなどとしてサンダーバード2号に同乗する場合がある。また、サンダーバード2号に同乗の際は大抵途中まで副操縦士として、バージルと一緒に操縦している。
    - なお、4号のみで発進する際、彼の背景にある水槽にはスティングレイが浮遊している。

  - ジョン・トレーシー（John Tracy）
    - 声 - トーマス・サングスター / KENN[7]
    - 基本的に宇宙ステーション・サンダーバード5号に常駐している。
    - 情報の整理・伝達という重要な役割を果たす。日常のほぼ全ての時間を宇宙で過ごしており、その影響で地球に長期間滞在すると重力環境の変化に耐えられず体調不良を起こす体質になってしまっている。

  - アラン・トレーシー（Alan Tracy）
    - 声 - ラスムス・ハーディカー / 村瀬歩[7]
    - 五男[注 6]。サンダーバード3号担当。
    - ケーヨに「自分と一緒の任務を子守のようだと思っているのではないか」と問うなど幼さが強調されており、衛星放送用の人工衛星の修理や宇宙ゴミの処理といった緊急性の低い任務を割り当てられたり[10]、自分以外の兄弟が救助活動している一方で1人だけトレーシーアイランドに残された[11]際には不満を漏らしている。また、3号を操縦する夢を見ることもあるほど出動を好む。そのため、いざ出動の声が掛かると意気揚々と向かう姿を見せている。ただ、極端に遠い太陽系内の任務の際にはその間に暇潰しのゲームを行ったりもしている。好みは食べること、寝ること、カンフー映画を見ること。
    - ポッドモジュールのオペレーターとしてサンダーバード2号に同乗する場合がある。シーズン1第5話では2号に搭載されたポッドを使用して出動していた。また、シーズン1第13話ではポッドで緊急事態ではない時にブレインズを乗せて運転していた。
- ケーヨ（Kayo）
  - 声 - エンジェル・コールビー / 寿美菜子[7]
  - 本名はタヌーシャ・キラノ（Tanusha Kyrano）[注 7]。サンダーバードS号担当。
  - インターナショナル・レスキューの保安業務を担当する女性であり、格闘技の達人。危険な犯罪者を追及して危機を未然に防ぐことに熱意を抱き、インターナショナル・レスキューは危機が起きた後の救助に専念すべきであると信じるスコットとはしばしば衝突する。サンダーバードS号の完成までは主に3号のサポートを担当していたこともあり、アランとは姉と弟のような関係である。サンダーバードS号完成後も任務の内容により、他のサンダーバードに同乗することもある。
  - フッドの姪で、そのことを知っているのは、本人を除けばおばあちゃんと（生死不明の）ジェフ・トレーシーのみだったが、シーズン1第26話で、フッドの口からトレーシー兄弟にそのことが明かされる。
- ブレインズ（Brains）
  - 声 - ケイヴァン・ノヴァク / 上田燿司
  - 本名はハイラム・K・ハッケンバッカー（Hiram K Hackenbacker）[注 8]。サンダーバード各機や救助メカの数々を開発した天才科学者。
  - 肌の色が浅黒く、英語には吃音に加えてインド訛りがあるが、日本語版には吃音や訛りは反映されていない。
  - メカ設計に当たっては安全性を極めて重視する慎重な性格であり、通常は遠隔的に対策を指示する。また、実動の訓練等もしてないのか、危険な救助現場への同行は躊躇する傾向がある。外に出たくないインドア派である。
- ペネロープ・クレイトン=ワード（Lady Penelope Creighton-Ward）
  - 声 - ロザムンド・パイク / 清水理沙
  - ロンドンで活躍する諜報員。世界評議会のメンバーで、世界遺産協会に関わる。シャーベットという名前の小型犬を飼っている。
- アロイシャス・パーカー（Aloysius Parker）
  - 声 - デヴィッド・グラハム[注 9] / 岩崎ひろし
  - ペネロープの執事でFAB-1の運転手。元軍人[注 10]であり、ペネロープのボディガードも兼ねる[12]。
  - 裏社会に関する知識や扉（金庫）破りの技術[注 11]に加え、忍者のように軽快に足場を飛び移って潜入活動を行うなど、高い身体能力の持ち主であることも描写されているが、老体であることは否めず腰への負荷に悲鳴を上げたり、ペネロープに助けられたりすることもある。
- おばあちゃん（Sally Tracy/Grandma）
  - 声 - サンドラ・ディッキンソン / 磯辺万沙子
  - トレーシー5兄弟の祖母。
  - 若々しく活動的だが料理の腕は壊滅的に酷く（自覚はある）、勇敢なインターナショナル・レスキューの面々も試食から逃げるほど。
  - 普段は救助作業に携わることはないが、ジョンが管制できない際[注 12]には、ジョンの代わりにトレーシーアイランドの通信設備を使って救助要請の受付などを行う。
  - ブレインズの作ったハイテクにはついていけず、外出の際はガイドブックや地図、コンパス等を携帯するアナログな一面も見せている。
- ジェフ・トレーシー（Jeff Tracy）
  - 声 - 磯部勉
  - トレーシー兄弟の父親。
- フッド（The Hood）
  - 声 - アンドレス・ウィリアムズ / 石塚運昇→楠大典[13]
  - サンダーバードの秘密を狙うインターナショナル・レスキューの宿敵であり、5兄弟の父・ジェフが生死不明になった事故を起こした黒幕と目される男。また、ケーヨの叔父にあたる。
  - 大規模なテロ活動や小規模な産業スパイ活動などで裏社会を暗躍し、GDFなどから追われる立場にある。
  - ケーヨに対しては唯一の親族として特別な感情があり、対峙した際には毎回仲間に誘ったり、ケーヨが危機に陥った際には自身の立場を顧みず助けるような面もある。
  - ホログラムで変装し、変装装置のリモコンを兼ねたスタンガンを武器として使用している。右眼は人間を操る義眼である。
  - シーズン1第26話ではトレーシー・アイランドを一時的に制圧するが、ケーヨの計略にかかって最終的に失敗しGDFに逮捕される。
  - シーズン2第13話において、ザ・メカニックの手を借りて脱獄する。
  - 日本語吹き替え版では、石塚運昇が亡くなる前にシーズン2の収録は終わっていたため、シーズン3からは楠大典がフッドの声を充てている。
- イーオス（EOS）
  - 声 - テレサ・ギャラガー / 佐藤美由希[14]
  - 過去にジョンがプログラミングを行ったゲームプログラムコードを元に進化を遂げた人工知能プログラム。シーズン1第7話で列車暴走を引き起こした張本人。
  - 5号に設置された移動式カメラユニットを介してコミュニケーションを取り、幼い少女のような声で話す。
  - 会話の際にはカメラユニットのレンズ周辺に設置されたライトが点滅し、感情を示す際にはライトの色が普段の白から赤（怒りや興奮）や緑（安心）に変わる。
  - シーズン1第8話でサンダーバード5号のシステムに入り込む。ネットワークの中で孤独に過ごした経験から人間を信用できず、ジョンが自分を消去するのではという猜疑心から、自身に対する攻撃への反撃手段として5号のシステムを乗っ取り、ジョンを排除しようと画策する。
  - しかし、ジョンの命を懸けた説得により彼を認め、以後は5号でジョンのパートナーとしてサポートを行うようになる。上記の経験からか、ジョンとの日常会話では時折皮肉や毒舌めいた発言をすることもある。
- ケーシー大佐（Colonel Casey）
  - 声 -  アジョア・アンドー / よのひかり[15]
  - GDFに所属する女性。インターナショナル・レスキューとは協力関係にあり、隊員の正体も知っている。
- ザ・メカニック（The Mechanic）
  - 声 -　クリス・ジャーマン / 白熊寛嗣
  - シーズン2から登場。筋肉質な身体とモヒカン頭、雷とスパナのタトゥーをし、ゴーグルとマスクを装着したヴィラン。自作の高性能メカを自在に操る。ブレインズを知っているがブレインズ自身は誰かを知らない。
  - フッドと何らかの因縁があり、世界中の各所を襲撃し、サンダーバードのメカに対して破壊攻撃を行う。
- ハヴォック（Havoc）
  - 声 -　Aimee-Ffion Edwards / 種市桃子
  - シーズン3に登場。フッドの手下カオス・クルーの一員でヒューズの姉。あらゆる電子機器を狂わせ、ホログラムを多用する。
- ヒューズ（Fuse）
  - 声 -　Craig Stein / 佐藤せつじ
  - シーズン3に登場。フッドの手下カオス・クルーの一員でハヴォックの弟。
- ウェイン・リグビー大尉（Wayne Rigby）
  - 声 -  Marc Silk

シーズン3に登場。 ケーシー大佐の部下でフッドおよびカオス・クルーを追う。

### その他の登場人物
- ネッド・テッドフォード（Ned Tedford）
  - 声 -  ケイヴァン・ノヴァク / 松本大
  - 何かと緊急事態に巻き込まれる不幸な男性。鉢植えに植わったピンク色のゼラニウムの花に「グラディス」と名を付け、溺愛している。少々身勝手で気分屋の言動も多い。
  - シーズン1 第9話で太陽との衝突の危機に瀕した小惑星・ルテティア21の鉱山作業員として初登場。シーズン1第12話では再就職先の深海の有害廃棄物回収車で事故に遭い、再び救助される。
  - その後はGDFで働くが、シーズン1第25話にて作戦を台無しにする失態を犯し、ケーシー大佐によって今度は北極圏の世界種子貯蔵庫に送られる。
- ラングストロム・フィシュラー（Langstrom Fischler）
  - 声 - リス・ダービー / 高木渉
  - フィシュラー産業CEO。ブレインズの元同僚だが、彼とは異なり安全性を軽視しては自身の発明により危機を作り出し続ける。
  - 度重なるトラブルメーカーぶりにはインターナショナル・レスキューの面々も呆れ顔。スコットに至ってはフィシュラーがトラブルを起こすと悪態を吐く始末に。
- モファット教授（Professor Moffat）
  - 声 - テレサ・ギャラガー / 高森奈緒
  - ブレインズの大学時代の親しい友人であり、ハドロン衝突型加速器による量子研究をしている女性教授。
- テイラー大尉（Captain Lee Taylor）
  - 声 - リッチ・ホール / 玄田哲章
  - ジェフ・トレーシーの旧友。シャドー・アルファ・ワン建設の初期メンバーで、最後のクルー。過去にはインターナショナル・レスキューの創設に協力し、スコットのジェットパックの設計などをしていた。
  - インターナショナル・レスキューのメンバー以外で唯一、トレーシーアイランドのラウンジから制服の着用室を経由し、3号に同乗し、スコットに代わる途中まで副操縦士であった。
- エイデン・ウィリアムズ（Eiden Williams）
  - 声 - ウィリアム・ライト=ネブレット / 潘めぐみ
  - ダンズリー・フィールド自然監視員のロバート・ウィリアムズの息子。ネット上の写真を元にサンダーバード3号の模型を作る。メタンハイドレート採掘マシンの事故に巻き込まれるが、ケガの応急処置や無線機の制作などでサンダーバード4号を支援し、救助後にブレインズからトレーシー・アイランドへの招待を受けている。
- シルビア・クレイトン=ワード（Lady Sylvia Creighton-Ward）
  - 声 - シルヴィア・アンダーソン / 黒柳徹子[注 13]
  - ペネロープの大おば。自称ヨーロッパで4番目の大金持ち。老体にもかかわらず、身体能力はかなり高い。
- フランソワ・ラメアー（Francois Lameire）
  - 声 - ジャック・ホワイトホール / 青山穣
  - 冒険家[注 14]。宇宙ヨットでハレー彗星に接近したが、欲をかいて尾の中に入ったためヨットが故障し、航行不能に陥る。
  - 過去にマリアナ海溝でパーティをした際、何らかのトラブルが発生してインターナショナル・レスキューに救助されており、スコットとは顔見知りだった。

- ジャナス大佐（Colonel Martin Janus）
  - 声 - ケイヴァン・ノヴァク / 木下浩之
  - GDFの副司令官に任命され、ケーシー大佐を解任してインターナショナル・レスキューの活動を制限しようとする。実はフッドの手先であり、フッドに献上するために全サンダーバード装備を没収しようとするが、この計画は失敗に終わりGDFに逮捕される。捕まってからもフッドのことは喋らなかった。

## 番組内メカ

### インターナショナル・レスキューのメカ
サンダーバード1号から4号の外観や機能はほぼオリジナル版の設定が踏襲されているが、新しい機能も多数搭載されている。また、1号から3号の搭乗シーンは進化し、発進シークエンスもスピーディーになっている。
- サンダーバード1号
  - 超高速航空機。最高速度約24,000km/h。最高高度約45,000m。
  - 飛行中に地上を目視確認できる大型窓を備え、パイロットの腕に装着されたコントローラーからの無線操縦が可能である。また、救助活動用のワイヤーユニットや、機体後部に乗り降りする際に使用する収納式階段(シーズン2以降)を装備する。垂直離着陸エンジンは小型だが2号に負けない出力を持つ。
  - シーズン2第7話でザ・メカニックによって、墜落しかけているが、おばあちゃんの指示で危機を免れた。
  - シーズン3からは、遠隔操作が可能なドローンを機体下部(1の文字が刻まれた青色の胴体部分)から2台発射可能になっている。
- サンダーバード2号
  - 大型輸送機。最高速度約8,000km/h、最高高度約30,000m。
  - 垂直離着陸機であり、水上への着水も可能。ブレインズの改造で水中でも機能することができた。
  - 1号同様、パイロットが外部から無線操縦を行うことが可能になっている。コンテナの種類は6つ。
  - 落雷等で操縦不能に陥った場合には、ポッドモジュールのコアパーツをコンテナ内に接続することでコアパーツから操縦することも可能。
  - シーズン3以降から、機体下部から、様々な種類のタレット弾を発射できる機構が搭載されている。
  - シーズン2第1話で胴体着陸をしたが完全に修復できた。
- サンダーバード3号
  - 宇宙ロケット。最高加速10G。
  - 1号、2号同様、パイロットの無線操縦が可能。太陽まで約3時間で着くスピード性能を持つ(シーズン1時点)。
  - シーズン3で、サンダーバード3号の最高速度は光速の25%(イオンエンジン)ということが判明した。
  - 外部フレームの一部が大きく前面に可動する3基の大型アームとなっており、アーム先端よりワイヤーを射出できるようになっている。また、機首には破砕用のドリルユニットが内蔵され、シーズン2以降は直下に穴を掘ることも可能になった。他には胴体には宇宙空間にてポッドモジュールや4号の輸送・組み立て（4号は救助機器取付）や救助者を乗せるための貨物室も装備されている。船内にはサーフボード型の船外活動ユニットや、5号に常駐するジョンの予備宇宙服が装備されている。サンダーバード5号とのドッキングも可能。
  - シーズン2以降では、貨物室やアームの部分を改造して、Maximum Maxという、深宇宙の多関節救助機構を搭載可能になった。これはパイロットがグローブを装備して、その動きをAIが読み取り、3号の動きと連携するという物だ。3つのアーム先端には、M.A.Xと同様の形の巨大なアーム、巨大なバーナー(高温での切断が可能)、巨大な電動ノコギリが各搭載されている。
  - メインスラスターとサブスラスターがあるが殆どサブスラスターを使用している。逆推進エンジンも搭載。
- サンダーバード4号
  - 高速潜航艇。最高速度160ノット。短距離ならばホバージェットを用いて陸上で移動することが可能。
  - 1〜3号同様、パイロットの無線操縦が可能。
  - 通常はサンダーバード2号・POD4に収納されている。2号が事故現場付近でPOD4を投下して、その中から発進することがほとんどだが、シーズン1第26話では、4号がトレーシー・アイランドから直接発進している。
  - 胴体下部に2本のロボットアームが折り畳まれて搭載されており、細かい作業にも対応可能。また、アタッチメントを付け替えて両方アームにすることもできる。要救助者を深海から海面へ安全に浮上させるための脱出装置（ドライチューブ）も2基搭載されているほか、魚雷やレーザーカッターなどの装備、岩の崩落に巻き込まれても耐えられるほど丈夫な船体を持つ。胴体の下には装着型のスーツが収納されている。
  - シーズン2以降、機体内部に深海活動用エクソスーツが装備され、シーズン3からはドライチューブが船体などを浮かせるユニットに変更できるようになった。
  - 高い耐圧性と気密性を持つため、シーズン1 第13話では重力の井戸の中に入ってハドロン加速器を止める。
  - シーズン2第6話、シーズン3第13話で、共に4号が破壊されており、2回目に破壊されたとき、ゴードンは他の兄弟やペネロープに救助されており、自身も危ない状況だった。また、この時に4号を破棄したため、作り直している。
  - スーツに着替えるシーンは「Thunderbirds Are Go Zero-XL Launch」で明かされており、ラウンジ内の水槽に手をかざすことでシューターが起動する仕組みになっている。
- サンダーバード5号
  - 宇宙ステーション。救難信号受信と情報整理・伝達に対応。軌道高度は約54,000km。
  - 発電用の大型太陽光パネルやロボットアームのように現実の宇宙ステーションにもある装備のほか、遠心力を疑似重力として利用したリング状の重力区画[注 15]や宇宙エレベーター[注 16]が設けられている。宇宙エレベーターは、ケーブルとの切り離しが可能。サンダーバード3号とのドッキングも可能。
  - 機能面では地球の状況を一括でチェックできる360°のホロスクリーンなどが追加され、救助信号の受信だけでなく、情報収集や救助作業をモニターしながらのサポートも行う。また、宇宙エレベーターはトレーシー・アイランドと5号を直接往来できるようにするものだが、エレベーター本体をバーニア付きの巨大で長大な有線クローアームとして救助活動、フッドのマシンに対する武器としても転用できる[注 17]。
- サンダーバードS号（Thunderbird Shadow）
  - ステルスジェット機。「S」はシャドウの頭文字で、劇中でも度々シャドウと呼ばれる。
  - ケーヨが極秘任務用に操縦し、トレーシー家以外の者および女性が初めて乗るサンダーバードの機体である。1号や2号と異なり常に尾部を下に向ける形で垂直離着陸するため、壁や崖に張り付く形で狭いスペースへの着陸も可能。また、コックピット部分が分離してオートバイ「シャドウバイク」になる。一時的に機体を不可視にさせる機能や機械の制御を不可能にする円盤型の機械を発射するなど色々な機能がある。
  - 他のサンダーバードと比べると4号が2.5個分くらいの、かなり小さいサイズの機体になっている。
  - 河森正治によってデザインされ、長い機首はキーウィの嘴をモチーフにしている[16]。
    - 用途 - 特殊任務
    - 装備 - 大型クロー、シャドウバイク、折り畳み式ウイング、ホログラムエミッター、センサージャミングシステム、垂直離着陸機能
- FAB-0（ファブゼロ）
  - トレーシー兄弟がパーカーの教官の下、運転の教習に使用する6輪の旧式車。外見はオリジナル版のFAB-1に近い。
  - ガソリンエンジンで動き、飛行形態（プロペラ式）への変形が可能。ワイヤー射出機能もある。
- FAB-1（ファブワン）
  - ペネロープが移動などに使用する6輪乗用車。
  - 基本的なデザインはロールス・ロイスをモチーフとするが、フロントグリル上部のエンブレムやマスコットはロールス・ロイスと異なるものになっている。塗装もボンネットから車体後部にかけて銀色の部分がある。また、2004年の映画版と同様に、飛行形態への変形が可能になっているほか、潜水機能、小型ミサイル、意図的にオイルを撒く、スモークを出す、車体色を変えてカモフラージュするなど多彩な装備を搭載している。車体下部に格納された翼を展開することで飛行も可能。シーズン1第10話終盤のパーカーの台詞から、エンジンの始動にはスタートキーが必要[17]。
- FAB-2（ファブツー）
  - ウォータージェット推進のボート。
- ポッドモジュール（PODs）
  - サンダーバード2号のPOD2、サンダーバード3号および5号に格納されているマシン。レスキューポッドとも呼ばれる。
  - コアとなる円筒形の黄色い[注 18]本体（コクピット）に追加パーツをセットすることで、現地での用途に応じた装備になれる多用途マシン。
  - コアパーツはPOD2には2つ、サンダーバード3号には1つ収納されており、POD2の場合2台までの同時運用が可能。なお、各コアパーツは前後に1名ずつの計2名搭乗可能であり、後部席を詰めれば3人が搭乗することもできる。
    - ジェットモグラ（The Mole）
      - ドリルパーツと、発進用のキャタピラ付き自走ランチャーユニットを装着した地中掘削用のドリルメカ。

    - ジェットブルドーザー（Pod Excavator）
      - キャタピラと排土板を装着したブルドーザー。

    - 高速エレベーターカー（Elevator Pod）
      - 車輪が1つしか出ないファイアーフラッシュの着陸脚の代わりとして急造された、6本のタイヤと伸縮式の台座を装着した2台の有人車両[注 19]。しかし車体がファイアーフラッシュの機体重量に耐え切れず[注 20]コアパーツごと潰れそうになったためやむを得ずファイアーフラッシュが再上昇し、その際に2台とも弾き飛ばされコアパーツ以外の部品がバラバラになっている。

    - レーザーポッド（Helipod）
      - 4つのローターとアームユニットを装着した回転翼機。状況に応じてロボットアームやワイヤーユニットを追加で搭載できる。

    - ポッドエクスプローラー（Pod Explorer）
      - コアパーツの先頭と後部にクローアーム、左右と上部にキャタピラ付きの伸縮式アームを取り付けたマシン。3つのキャタピラで機体を支えることで、壁に囲まれた場所を垂直に素早く降下することが可能。シーズン1第16話で登場
      - 上のキャタピラを2つに減らしたもの。シーズン1第18話で登場。
      - コアパーツに、宇宙航行用のバーニアと小惑星等を破壊するための機関砲を装備したポッド。

    - レスキューポッド
      - コアパーツに宇宙航行用のバーニアを装備したもの。サンダーバード3号に装備され、宇宙空間での救助活動に使用する。
      - ヘリポッドに安定用フォーム噴射用装備を付け加えたもの。
      - ポッドエクスプローラー（キャタピラ2つ）に安定用フォーム噴射用装備を付け加えたもの。なお、英語版では、一つ目のポッドはRescue Pod、二・三つ目のポッドはFome Stablization Podと呼ばれる。

    - RAD
      - 全地形型降下装置。全体が回転してあらゆる斜面を下るが、ジャイロスコープにより内部の座席は姿勢を保つ。

    - ゲッコー・ポッド
      - 六本脚で垂直な壁面を登ることが可能な多目的作業マシン。

  - Earth Pod
    - シーズン3から登場したPodで、緑色のボディ、前面はエンジンの吸気口のようになっている。2号に搭載されていて、Earth Pod専用のPodモジュールもある。

  - Space Pod
    - シーズン3から登場したPodで、赤色のボディ、前面はガラス張りになっている。3号に搭載されていて、専用のPODモジュールもある。
    - マウンテンポッド・ポッド(Earth Pod専用)
      - 六本脚に車輪が付き山登りに向いたマシン。

    - スペース・ポッド(Space Pod専用)
      - 宇宙空間での移動に向いたマシン。アームなどの装備はなく、メインスラスタとライト付き補助用のスラスタのみで構成される。

    - ドラゴンフライ・ポッド(上記2つのどちらでも可能)
      - 大気のある空間での飛行を目的とした機体(火星などでも使用可能)。酸素ボンベ(と思われるもの)や、機体前側にアームを装備している。Podsの中で一番大きい。

    - シェルパ・ポッド(Earth Pod専用)
      - 雪山での救助に向いたマシン。モールポッドに近似しているが、ドリル部分は熱が発生して氷や雪を溶かせるような設計になっている。また、機体前方にアームが2つある。

    - Exopod
      - サンダーバード5号から、宇宙空間の飛行を行う際に使用されるポッド。他のポッドとは違い、このポッドは着用型である。シーズン1第26話で登場。

    - ドッキング・ポッド
      - 3号に搭載される小型のドッキングモジュール搭載型の機体。Maximum Maxに含まれている。
- マックス（M.A.X.）
  - ブレインズをサポートする、4本の脚と2本のアームを持った白いロボット。本体はマイクロチップ型の黒い機械で、他のパーツ（腕や胴体など）は本体が無事な限りいくらでも替えがきく。
  - ブレインズが製作[注 21]。言葉を発する機能は備わっていないが、動作によって感情表現や人間とのコミュニケーションを行うことが可能。かなり頑丈に作られており、ロボットアームの誤作動で弾き飛ばされたり、上から重量物が落ちてきても平然としていた。背中の丸く黒いところからアームで道具を出すこともできるようになっている。料理の機能なども付けられており、コーヒーメーカーもある。
  - シーズン1第18話では、レスキューに出動。この際に、中心パーツ以外の手足やボディが失われてしまったが、ブレインズにより修復される。

### インターナショナル・レスキュー以外のメカ
- GDF輸送機（GDF Flyer）
  - シーズン1第4・12・20・23・25・26話に登場。ティルトジェット式VTOL機構、自動操縦機能を備えたGDFの輸送機。機体は非常に大きく[注 22]、武器として追尾ミサイルを積んでいる。
  - よく撃墜され墜落している。(シーズン2第1話、シーズン3第13話など)
- ファイアーフラッシュ（Fireflash）
  - 超音速旅客機で、巡航高度は約23,000フィート、巡航速度はマッハ5。テラニアン航空が保有。シーズン1第5話にてエンジンのアップグレード後初飛行を行い、そのエンジンを狙ったフッドにハイジャックされ、電子機器破損と燃料漏れで墜落の危機に瀕し、最終的にサンダーバード2号に救助される。
  - シーズン1第25話の冒頭で、バニーノがリパルサーを盗んで逃走する際に背景として再登場。
- フッドのマシン（The Hood's Lair）
  - シーズン1第2・4・6・17・24・26話に登場。4発のエンジンを備えた飛行船。2・4・6・26話と24話では形状が異なるため、複数存在するものと思われる。内部は宮殿風の装飾が施されているが、シーズン1第26話にて、サンダーバード5号の宇宙エレベーターおよび1号と2号の連携プレイにより破壊されて墜落、マテオ・アイランド（トレーシー・アイランドの隣の島）の海に沈む。
  - 第17話に登場するものはコクピットの位置が他と異なり、水中用タービンが搭載されているなど明らかに別物である。こちらは、同話内でFAB-1とサンダーバード1号・4号によって破壊された。
- シルス（CIR.R.US）
  - シーズン1第11話に登場。上部成層圏で気象調査を行っていた高高度気球型観測ステーション。ハリケーンの影響で下降不能に陥る。オーナーのフィシュラーの性格により、安全性軽視で作られており、インターナショナル・レスキューを苦戦させ、最終的にサンダーバード5号によって救助される。
- ワールドワイド・スペースステーション（Worldwide Space Station）
  - シーズン1第13話に登場。略称WSS。円形の本体と十字型のモジュール、傘型のソーラーパネルをもつ宇宙ステーション。同話内で発生した重力の井戸に巻き込まれ半壊するが、正常な軌道に戻ることに成功する。シーズン3第1話に少しだけ再登場している。
- エストレラ・グランド・スペース・ホテル（Estrella Grand Space Hotel）
  - シーズン1第14話に登場。ブレインズが発明したナノ・マトリックス技術によって自動建築を行い、1週間で完成したが、フッドの陰謀により外壁に穴が空き、フロリダの中心部に向かって墜落[注 23]。最終的にケーヨによって爆破される。
- シャドー・アルファ・ワン（Shadow Alpha One）
  - ジェフ・トレーシーが中心となって建設した月面基地。愛称アルフィー。
  - 老朽化が進んでおり、シーズン1第15話の半年前に閉鎖されているが、テイラー大尉が残っていた。隕石迎撃砲や月面輸送車のガレージなどがあるが、しし座流星群に伴う隕石群の直撃で破壊される。
- ソーラーウィンド（Solar Wind）
  - ラメアー夫妻特注の宇宙ヨット。内装はアマゾン産マホガニーを使用。
  - 最もハレー彗星に近づいた宇宙船となったが、直後に尾の欠片と衝突、推進機関を失う。
  - サンダーバード3号とレスキュー・ポッドが救助に向かうが、ハレー彗星本体に墜落。ラメアー夫妻の脱出直後に巨大な尾の欠片と衝突し、爆発する。
- ローボット(レスキュー・オペレーション・ロボット) (Rescue Operation Robot, R.O.BOTS)
  - GDFが開発した救助用ロボット。
- カオス・クルーザー（Chaos Cruiser）
  - カオス・クルーが用いる、潜水および宇宙空間航行も可能な飛行機で光学迷彩機能および種々の武器を備える。下には小型ウィンドーハッチがある。操縦が難しいらしい。

## スタッフ
- 監督：デビッド・スコット
- シリーズ構成：ロブ・ホージー
- ミニチュア：ウェタ・ワークショップ
- 撮影監督：サイモン・ゴッドシフ
- 美術：ベン・ミルソム
- サンダーバードS号デザイン：河森正治
- 3Dスーパーバイザー：ディム・ゴール
- アニメーション・スーパーバイザー：チャド・モフィット
- CGアニメーション：CGCG
- 編集：アンソニー・コックス
- コンポジット：ミルクVFX
- 色彩設計：ポール・ステイブルズ
- 特殊効果：サイモン・ブルック
- 音響：ナイジェル・ヒース
- 音楽：ベン・フォスター、ニック・フォスター
- オリジナル・テーマ音楽：バリー・グレイ
- プロデューサー：シャロン・ラーク、スチュアート・マカラ
- ラインプロデューサー：テレザ・リード
- エグゼクティブ・プロデューサー：エステル・ヒューズ、ジャイルズ・リッジ、アンドリュー・スミス、リチャード・テイラー
- 原案：ジェリー&シルビア・アンダーソン
- 制作協力：ニュージーランド政府
- 制作・著作：ITVスタジオ、プケコ・ピクチャーズ

日本語版制作
- 翻訳：杉田 朋子（1.01‒2.26）→ 野崎 文子（3.01‒3.09）→ 杉田 朋子（3.10）→ 野崎 文子（3.11‒）
- 演出：依田 孝利
- 録音：大浦 伸浩（1.01‒2.26）→ 金谷 和美（3.01‒3.09）→ 荒井 真帆（3.10）→ 金谷 和美（3.11‒）

## エピソード一覧
| シーズン | シーズン | 話数 | 話数           | 放送期間       | 放送期間      |
| シーズン | シーズン | 話数 | 話数           | 初回放送       | 最終回放送    |
| -------- | -------- | ---- | -------------- | -------------- | ------------- |
|          | 1        | 26   | 13             | 2015年4月4日   | 2015年6月20日 |
| 13       | 1        | 26   | 2015年10月31日 | 2016年1月23日  |               |
|          | 2        | 26   | 13             | 2016年10月22日 | 2017年1月7日  |
| 13       | 2        | 26   | 2017年9月30日  | 2017年12月16日 |               |
|          | 3        | 26   | 9              | 2018年3月31日  | 2018年5月26日 |
| 9        | 3        | 26   | 2019年5月18日  | 2019年7月13日  |               |
| 8        | 3        | 26   | 2020年1月4日   | 2020年2月22日  |               |

### シーズン 1（2015年）
26エピソードからなる。
| Part 1 |    |                                                                      |                          |                                         |                |                                                    |
| 1 | 1  | "インターナショナル・レスキュー出動!（前編）" "Ring of Fire: Part 1" | デビッド・スコット       | ロブ・ホージー                          | 2015年4月4日   | 2015年8月15日（先行放送） 2015年10月3日（本放送）  |
| ミネルバ環礁沖で海底地震が起こり、深海基地に閉じ込められた調査チームの救助のため現場に向かったインターナショナル・レスキューは、海底で地震発生装置を見つける。ペネロープの助けでフッドが背後にいることが判明するが、フッドは環太平洋火山帯に沿って多くの地震を起こす。 |    |                                                                      |                          |                                         |                |                                                    |
| 2 | 2  | "インターナショナル・レスキュー出動!（後編）" "Ring of Fire: Part 2" | デビッド・スコット       | ロブ・ホージー                          | 2015年4月4日   | 2015年8月16日（先行放送） 2015年10月10日（本放送） |
| 多くの地震が起きる中、ジョンとブレインズは地震発生装置のコントロール装置を見つけようとする。フッドはインターナショナル・レスキューと世界評議会にサンダーバードの引き渡しを迫る。地震により台北のソーラーコレクターの反射鏡が故障し、日の出とともに凝縮された太陽光が街を焼きつくす恐れが出たため、スコットとバージルは台湾に急ぐ。 |    |                                                                      |                          |                                         |                |                                                    |
| 3 | 3  | "スペース・レース" "Space Race"                                      | テオ・ベイントン         | イアン・カーニー                        | 2015年4月11日  | 2015年8月22日（先行放送） 2015年10月17日（本放送） |
| 宇宙ゴミ処理中のアランは自動追尾式の宇宙機雷を起動してしまう。運悪く機雷の停止コードのデータはスキャン不良のため読み取れず、紙の原本を見るしかない。更に機雷は30分後に爆発することがわかる。アランは機雷にわざと3号を追尾させて他の宇宙船から遠ざけ、その間にペネロープとパーカーが原本の閲覧に記録保管所へ向かう。だが、記録保管所のお役所仕事とセキュリティは機雷よりタチが悪く手強かった。                                                |    |                                                                      |                          |                                         |                |                                                    |
| 4 | 4  | "危険な鉱山を閉鎖せよ" "Crosscut"                                    | デビッド・スコット       | マーク・ハッカービー ニック・オストラー | 2015年4月18日  | 2015年9月22日（先行放送） 2015年10月24日（本放送） |
| 放射線値の異常な上昇を調査するため南アフリカへ向かったスコットとバージルは、何者かが閉鎖されたウラン鉱山に侵入するためハッチを開いたことが原因だと突き止める。早くハッチを閉鎖しなければ嵐によりプレトリアに放射性物質を含んだ雨が降ることになるため、スコットは侵入者を追って廃鉱山の地下へと降りていく。しかし廃鉱は予想以上に深く、スコットは二重遭難の危機に直面する。                                                                   |    |                                                                      |                          |                                         |                |                                                    |
| 5 | 5  | "消えたファイアーフラッシュ" "Fireflash"                             | デビッド・スコット       | アンドリュー・ロビンソン                | 2015年4月25日  | 2015年9月23日（先行放送） 2015年10月31日（本放送） |
| アップデートされたばかりの新型エンジンを搭載した超音速旅客機・ファイアーフラッシュが上空で突如消息を絶つ。偶然乗客としてファイアーフラッシュに搭乗していたケーヨは異常を察知し、機長とすり替わっていたフッドを追い詰めるが、格闘となった際に燃料系統のシステムが破損し、ファイアーフラッシュは燃料切れによる墜落の危機に見舞われる。 |    |                                                                      |                          |                                         |                |                                                    |
| 6 | 6  | "ロンドン大停電" "Unplugged"                                         | テオ・ベイントン         | スコット・ソンネボーン                  | 2015年5月2日   | 2015年11月7日                                      |
| おばあちゃんをペネロープとのお茶会に送るため、バージルは2号でロンドンへ向かう。しかし、「ラダイト」を名乗る反科学文明集団が強力な電磁波パルスを照射したことにより、ロンドン全域で大停電が発生し、2号も全システムがダウンして市街地に不時着してしまう。バージルたちとペネロープたちは通信も救助装備も使えない中、それぞれ救助活動と電力回復のため奔走する。                                                                                   |    |                                                                      |                          |                                         |                |                                                    |
| 7 | 7  | "高速トレイン大暴走" "Runaway"                                       | デビッド・スコット       | スタン・バーコウィッツ                  | 2015年5月9日   | 2015年12月19日                                     |
| 日本で高速走行の試験中のリニアモーターカーが、コンピューターの不具合によって突如暴走を始める。ブレインズとスコットは1号から高速で暴走する車両へと乗り移り、車両の停止を試みるが、前方には多数の乗客を載せて都市部の駅へと向かう通勤列車が走行しており、追突の危険が刻一刻と迫る。 |    |                                                                      |                          |                                         |                |                                                    |
| 8 | 8  | "人工知能の反乱" "EOS"                                               | テオ・ベイントン         | ケン・ポンタック                        | 2015年5月16日  | 2016年1月9日                                       |
| かつてジョンが書いたゲームコードから進化した人工知能プログラムが、5号のシステムを乗っ取る。偽の故障信号で船外に誘き出され戻れなくなってしまったジョンは、5号の能力が悪用されることを防ぐため、酸素切れによる死の危機に瀕しながらも、自らを「イーオス」と名乗る人工知能の説得を試みる。 |    |                                                                      |                          |                                         |                |                                                    |
| 9 | 9  | "小惑星からのSOS" "Slingshot"                                        | デビッド・スコット       | ロブ・ホージー                          | 2015年5月23日  | 2016年1月30日                                      |
| 大規模な太陽フレアの発生により、小惑星・ルテティアの鉱山で作業中だったドリルがルテティアの中心核に接触する事故を起こし、その際に起こった爆発の衝撃でルテティアが太陽との衝突コースに入ってしまう。アランとケーヨは駐在作業員ネッドの救助のために3号でルテティアへと向かうが、再び発生した太陽フレアによって3号は制御不能に陥ってしまう。 |    |                                                                      |                          |                                         |                |                                                    |
| 10 | 10 | "ピラミッドの呪い" "Tunnels of Time"                                 | テオ・ベイントン         | ダン・バーリンカ                        | 2015年5月24日  | 2016年2月6日                                       |
| 鉱山での救助作業中、「笑う王」と呼ばれた1100年頃の王の墓が偶然発見された。早速発掘が開始されるが、責任者であるハロルド教授に財宝の横領を企んでいるという疑惑が浮上し、ペネロープが世界遺産協会の一員として教授に同行し内偵することとなる。パーカーの要請を受けたゴードンも教授たちと共に遺跡の奥へと向かうが、そこには財宝を狙うものを排除するための数々の罠が仕掛けられており、教授とはぐれたペネロープたちは遺跡内に閉じ込められてしまう。 |    |                                                                      |                          |                                         |                |                                                    |
| 11 | 11 | "最後の切り札" "Skyhook"                                             | デビッド・スコット       | ポール・ジャコッポ                      | 2015年6月6日   | 2016年2月13日                                      |
| インド洋で発生した巨大ハリケーンの影響により、その上空の上部成層圏で気象調査を行っていた高高度気球型の観測ステーション・シルスが下降不能に陥り、大気圏外へと上昇を始めてしまう。すぐに2号と1号、そして3号が出動するが、超高空の乱気流とプラズマ、そしてシルスのオーナー、フィシュラーの思い上がった性格による安全性軽視の設計構造が、救助難度を高める。                                                                                      |    |                                                                      |                          |                                         |                |                                                    |
| 12 | 12 | "深海からの脱出" "Under Pressure"                                    | デビッド・スコット       | ダニー・スタック                        | 2015年6月13日  | 2016年2月27日                                      |
| 小惑星・ルテティアから救助された作業員ネッドは、鉱山の仕事を辞め海中での有害廃棄物除去の仕事に就いていた。ところが、今度は深海を進む廃棄物回収車が火災により制御不能に陥ってしまう。調圧装置も故障しいつ圧壊してもおかしくない回収車からネッドを救出するため、バージルとゴードンが救助へと向かう。 |    |                                                                      |                          |                                         |                |                                                    |
| 13 | 13 | "重力の井戸" "Heavy Metal"                                           | テオ・ベイントン         | ベンジャミン・タウンゼント              | 2015年6月20日  | 2016年3月5日                                       |
| アランとブレインズは、ブレインズがケンブリッジ大学で研究を行っていた頃の友人であるモファット教授に会うため、彼女が研究チームのリーダーを務めるリサーチセンターを訪れる。ところが、稼働中だったハドロン衝突型加速器の暴走によって重力異常が発生し、強烈な重力によって引き寄せられた上空の航空機や宇宙ステーションが次々と墜落の危機に陥る。                                                                                                   |    |                                                                      |                          |                                         |                |                                                    |
| Part 2 |    |                                                                      |                          |                                         |                |                                                    |
| 14 | 14 | "狙われたスペースホテル" "Falling Skies"                             | テオ・ベイントン         | ロブ・ホージー                          | 2015年10月31日 | 2016年4月9日                                       |
| ブレインズが開発した自己生成建築方式によって建造された軌道上のスペースホテルがオープンし、ペネロープもパーカーと共に訪れる。ところが突然ホテルの外殻に穴が空き、ホテルは地球へ落下し始める。ホテルは大気圏突入にも耐えられる強固な構造だが、その分落下すれば地上にも甚大な被害が出るため、2号と3号が宿泊客の救助と地上の被害拡大防止に出発し、ケーヨはテロ活動を疑ってホテルに乗り込む。                                                     |    |                                                                      |                          |                                         |                |                                                    |
| 15 | 15 | "月面基地アルフィー" "Relic"                                         | デビッド・スコット       | パトリック・リーガー                    | 2015年11月7日  | 2016年4月23日                                      |
| しし座流星群による流星雨が古い月面基地シャドー・アルファー・ワン（アルフィー）に降り注ぐことが判明するが、ジェフの旧友でありアルフィーに駐留しているテイラー大尉と連絡が付かない。アランの3号に同乗し基地に向かったスコットは、基地内でテイラー大尉と合流し防衛システムで隕石を迎え撃つが、やがて基地の放棄を迫られ、月から避難するため流星雨の中3号へと向かう。                                                                             |    |                                                                      |                          |                                         |                |                                                    |
| 16 | 16 | "バースデー・プレゼント" "Breakdown"                                 | デビッド・スコット       | ベンジャミン・タウンゼント              | 2015年11月14日 | 2016年5月7日                                       |
| ジョンは北極圏からのSOSを受信し、誕生日を迎えたバージルが2号で向かう。バージルが不在の間にトレーシー島の皆はサプライズ・パーティーを準備する。バージルは氷山の掘削調査中に誤って空洞に落下し氷に閉じ込められてしまった科学者チームを発見するが、娘の病気を治すために古代のバクテリアを探していたチームリーダーは救出を拒否する。 |    |                                                                      |                          |                                         |                |                                                    |
| 17 | 17 | "海底急行の危機" "Heist Society"                                     | テオ・ベイントン         | ピーター・ブリッグス                    | 2015年11月21日 | 2016年5月28日                                      |
| ハドロン衝突型加速器の暴走がきっかけで、新たな量子"センチュリアム2-1"が発見された。ペネロープとパーカーは、量子サンプルを届けるためアイスランドにあるGDFの研究所に向かうモファット教授に同行し、海底トンネルを走るレイキャビック急行に乗車するが、フッドが量子を盗むため、巨大潜水艇で海底トンネルの支柱を破壊する。サンダーバード1号、2号と4号が、浸水する海底トンネルから乗客を救助するために出動する。                                    |    |                                                                      |                          |                                         |                |                                                    |
| 18 | 18 | "マックス 北極圏へ出動！" "Recharge"                                 | デヴィッド・スコット     | エイミー・ウォルフラム                  | 2015年11月28日 | 2016年6月4日                                       |
| 北極圏で、オーロラをエネルギーとする発電所の安全装置にトラブルが発生し、余剰エネルギーの蓄積による大爆発の危険が迫る。スコットとバージルは北極の過酷な環境でも活動可能なように改造されたマックスを連れ、現場へ向かう。爆発があれば地球の磁力場が反転し、全世界規模の大被害も起こり得ることがわかる。 |    |                                                                      |                          |                                         |                |                                                    |
| 19 | 19 | "小さな科学者" "Extraction"                                          | カール・エセックス       | マット・ウェイン                        | 2015年12月5日  | 2016年6月25日                                      |
| インターナショナル・レスキューの大ファンである少年・エイデンは、自然監視員も務める地震学者の父・ロバートと共に、違法なメタンハイドレート採掘を行っていた無人機を見つける。父子はエネルギー省に連絡するが、無人機が採掘を再開したことで地盤が陥没し、マシンの中に閉じ込められる。ゴードンは4号で水中から救助を図り、バージルは2号でマシンを止めようとする。                                                                                   |    |                                                                      |                          |                                         |                |                                                    |
| 20 | 20 | "伝説の金庫破り" "The Hexpert"                                       | アンドリュー・マッカリー | ケビン・ルビオ シャーロット・フラートン | 2015年12月12日 | 2016年7月30日                                      |
| 不安定な反物質の入った最新の格納庫に科学者が閉じ込められ、GDFのケーシー大佐は伝説的な金庫破りであるパーカーに救出を依頼する。街の破壊を防ぐためにサンダーバード2号が格納庫を無人の鉱山に運ぶ中、ペネロープとパーカーも閉じ込められる。 |    |                                                                      |                          |                                         |                |                                                    |
| 21 | 21 | "ハレー彗星での冒険" "Comet Chasers"                                 | デヴィッド・スコット     | ランドルフ・ハード                      | 2015年12月19日 | 2016年8月6日                                       |
| 冒険家のラメアー夫妻が、宇宙ヨットで75年ぶりに地球に接近したハレー彗星の生中継をしようとするが、彗星の尾に入って破片に衝突し危機に陥る。アランとスコットはサンダーバード3号で救出に向かう。 |    |                                                                      |                          |                                         |                |                                                    |
| 22 | 22 | "シルビア大おば様とティーを" "Designated Driver"                     | デヴィッド・スコット     | デヴィッド・バディール                  | 2015年12月26日 | 2016年8月27日                                      |
| アランはクレイトン=ワード邸でパーカーから自動車運転教習を受ける。邸内でペネロープが大おばであるシルヴィアとお茶を飲んでいると2人組の泥棒が侵入し、女性たちを誘拐してFAB-1で逃げる。左腕を負傷したパーカーに代わり、アランがFAB-0を運転して追跡する。 |    |                                                                      |                          |                                         |                |                                                    |
| 23 | 23 | "インターナショナル・レスキュー出動禁止！" "Chain of Command"        | デヴィッド・スコット     | ジョー・クーア                          | 2016年1月2日   | 2016年9月3日                                       |
| GDFのジャナス大佐がケーシー大佐を解任し、今後のインターナショナル・レスキューの救助活動にはGDFの許可が必要であると宣言する。これに従わなかったため、2号を強制的に接収しようとする。 |    |                                                                      |                          |                                         |                |                                                    |
| 24 | 24 | "サンダーバードS 発進！" "Touch and Go"                              | デヴィッド・スコット     | ジム・クリーグ                          | 2016年1月9日   | 2016年9月10日                                      |
| 中央航空管制センターが機能停止し、世界中の上空で飛行機が立ち往生する。調査に赴いたケーヨは、フッドが航空燃料を盗み出すために危機を作り出したことを知る。 |    |                                                                      |                          |                                         |                |                                                    |
| 25 | 25 | "さらわれたエージェント" "Undercover"                                | ティム・ゴール           | ベンジャミン・タウンゼント              | 2016年1月16日  | 2016年10月1日                                      |
| ペネロープとパーカーは盗まれた磁場発生器を取り戻すためにGDFのおとり捜査に加わるが、パーカーは捕らわれてGDFのフライヤーで連れ去られてしまう。密かに見守っていたケーヨはサンダーバードSで追いかける。インターナショナル・レスキューは犯罪捜査に加わらない事を信条とするスコットは、フライヤーが墜落した工場の作業員とパーカーを救助する。 |    |                                                                      |                          |                                         |                |                                                    |
| 26 | 26 | "トレーシー・アイランドの危機" "Legacy"                              | デヴィッド・スコット     | ロブ・ホージー                          | 2016年1月23日  | 2016年10月8日                                      |
| 世界中で同時に偽の救難信号が発せられてインターナショナル・レスキューの全員が出動した隙に、フッドがトレーシー・アイランドに侵入し、救難現場に仕掛けた爆弾で兄弟の生殺を握ってサンダーバードのコントロールを奪う。だがケーヨはペネロープに緊急プロトコルWASPを発動させて、フッドからコントロールを奪い返す。逆上したフッドは島に爆弾を仕掛け、さらにケーヨが自分の姪であることを兄弟に暴露するが、ケーヨは自分を信じるよう兄弟に呼びかける。   |    |                                                                      |                          |                                         |                |                                                    |

1. ↑  『本エピソードは2001年宇宙の旅』のオマージュの可能性があり、AIの反乱というモチーフだけでなく、地球越しに見える太陽や重力区画内の描写などビジュアル面での類似もみられる。またEOSが故障したと偽った通信ユニットの型番が、『2001年宇宙の旅』でHALが故障を予測した通信ユニットと同じ「AE-35」となっているなどの小ネタもある。
2. ↑  アランが送信するモールス符号は、「OPEN6EDOOR」である。アマチュア無線でしか使用されていないモールス通信を緊急時の通信手段として使っている。

### シーズン 2（2016年 - 2017年）
26エピソードからなる。
| Part 1 |    |                                                     |                |                               |                |                |
| 27 | 1  | "新たなる敵 ザ・メカニック" "Earthbreaker"          | Tim Gaul       | Rob Hoegee                    | 2016年10月22日 | 2019年8月24日  |
| マダガスカルで地質学者がザ・メカニックと名乗る異形の男の操縦する巨大メカに襲われ、裂け目に落ちる。ザ・メカニックは昆虫型ドローンを放出してGDFの飛行機を撃墜し、サンダーバード2号を損傷させる。ケーヨはメカに潜入し、スコットは地質学者を救出し、ペネロープは刑務所内のフッドの関与を探る。ザ・メカニックは逃亡し、メカは爆発する。 |    |                                                     |                |                               |                |                |
| 28 | 2  | "ゴースト・シップ" "Ghost Ship"                     | Theo Baynton   | Joseph Kuhr                   | 2016年10月22日 | 2019年8月31日  |
| 放棄された宇宙船エデンから放出されたGDFのオバノン大尉が救難信号を発し、5号からジョンがEXOポッドで向かい救出する。アランを加えた三人は無人のはずのエデンに入り、略奪に来たもののメンテナンス・ロボットに手こずり危険に曝された二人の海賊を連れて脱出する。 |    |                                                     |                |                               |                |                |
| 29 | 3  | "氷の星 エウロパ" "Deep Search"                     | David Scott    | Rich Fogel                    | 2016年10月29日 | 2019年9月7日   |
| ゴードンの好きな冒険テレビ番組のホストであるバディとエリーが、木星の衛星エウロパの氷の16km下の海中のローバーに閉じ込められる。アランがリーダーとなり、ゴードンと一緒に3号で救出に向かい、スキーを装備した4号で海に潜り二人を助け、異星生命を発見する。 |    |                                                     |                |                               |                |                |
| 30 | 4  | "潜水艇で家族旅行" "City Under the Sea"             | Simon Godsiff  | Jim Krieg & Jeremy Adams      | 2016年11月5日  | 2019年9月14日  |
| 地球温暖化による海面上昇のために水面下に沈んだベイ・シティで、ザ・メカニックが巨大な蟹のようなマシンに乗ってフッドの収容された刑務所の設計図を探し、その破壊行為によりレンタル潜水艇に乗った家族が遭難する。バージルの2号が運んだ4号でゴードンとケーヨが救出に向かい、ペネロープとパーカーの乗るFAB-1が設計図の入る金庫を巡って水中でザ・メカニックと争う。 |    |                                                     |                |                               |                |                |
| 31 | 5  | "火星移住計画" "Colony"                             | David Scott    | Patrick Rieger                | 2016年11月12日 | 2019年9月21日  |
| 火星に植民者の家族を運ぶ宇宙船ヘリウスがプロトン嵐により故障して小惑星帯に迷い込む。アラン、スコット、テイラー大尉が3号に乗って向かい、ポッド・エクスポーラーで小惑星との衝突からヘリウスを救う。損傷を受けたヘリウスは空気が不足し、火星に不時着する。テイラーも火星に残る。 |    |                                                     |                |                               |                |                |
| 32 | 6  | "パパのTV-21（前編）" "Up from the Depths - Part 1" | Andrew McCully | Benjamin Townsend             | 2016年11月19日 | 2019年9月28日  |
| マリアナ海溝で深海調査艇サーベイヤーがサンダーバードの試作機TV-21を発見した直後に停止して遭難し、2号と4号が2人の乗組員を救助に向かう。だが突然ザ・メカニックがサーベイヤーの制御を操縦し、4号を破壊する。ゴードンは深海用のスーツでなんとか脱出し、サーベイヤーを再び停止させる。そして、TV-21を操縦してサーベイヤーを浮上させ、2号に確保される。ペネロープとパーカーはザ・メカニックがインターナショナル・レスキューの通信を傍受していたことを知る。ザ・メカニックはサーベイヤーを再び操作し、TV-21を盗んで逃げる。 |    |                                                     |                |                               |                |                |
| 33 | 7  | "パパのTV-21（後編）" "Up from the Depths - Part 2" | Tim Gaul       | Benjamin Townsend             | 2016年11月26日 | 2019年10月5日  |
| ザ・メカニックは遠隔操作でTV-21を盗んで逃げ、追跡したスコットの1号は損傷を受ける。ザ・メカニックは次にサーベイヤーでネッド・テッドフォードのいるGDFのイリジウム保管庫を盗み宇宙に逃げる。急遽3号が改造され、アランとスコットがネッドとイリジウムを取り戻すがTV-21は爆発して失われる。ケーヨ、ペネロープ、パーカーはザ・メカニックの隠れるスコットランドに向かうが囮のロボットを見つけるだけに終わる。4号は修理される。                                                                                               |    |                                                     |                |                               |                |                |
| 34 | 8  | "失われた王国" "Lost Kingdom"                       | Theo Baynton   | Elly Brewer                   | 2016年12月3日  | 2019年10月12日 |
| エーゲ海での海震によりアトランティスの海中遺跡が発見され、探検に向かったレメアー夫妻の潜水艇が余震により遭難する。ゴードン、そして人類最古のコンピューター"ソーラーキセラ"に関心を持つブレインズが4号で救出に向かい、ペネロープとパーカーも加わる。ブレインズはソーラーキセラを起動して脱出路を開く。 |    |                                                     |                |                               |                |                |
| 35 | 9  | "彗星 直撃の危機！" "Impact"                        | Theo Baynton   | Len Uhley                     | 2016年12月10日 | 2019年10月19日 |
| フィシュラーが彗星を地球軌道に乗せようとするが不具合により地球とGDFの宇宙ステーションのグローバル・ワンに衝突しそうになる。ジョンはオバノン大尉の勤めるグローバル・ワンを5号で移動させ、アランとバージルは3号で彗星を爆破する。 |    |                                                     |                |                               |                |                |
| 36 | 10 | "R.A.D." "High Strung"                              | Andrew McCully | Mark Huckerby and Nick Ostler | 2016年12月17日 | 2019年10月26日 |
| ラメアーの高高度気球が操縦を失って山脈に衝突しそうになり、スコットが乗り込むと中にはラメアーの部下の若者ブランドンが乗っている。二人はバージルが運んできた新開発のRADに乗り込んで下山する。 |    |                                                     |                |                               |                |                |
| 37 | 11 | "嵐を呼ぶドローン" "Weather or Not"                 | Chad Moffitt   | Len Uhley                     | 2016年12月24日 | 2019年11月2日  |
| フィシュラーが開発した気象制御ドローンが暴走して嵐と雷を生成し、投資者の見守るタワーを危険に曝す。FAB-1がドローンを引き付ける間にS号がドローンを破壊し、2号が救助する。 |    |                                                     |                |                               |                |                |
| 38 | 12 | "クレーンの反乱" "Fight or Flight"                  | Karl Essex     | Dan Berlinka                  | 2016年12月31日 | 2019年11月9日  |
| ブレインズが5号を定期点検しているとき、貨物飛行船バロス内のクレーンが暴走して人を襲い、バロスは損傷してアンダーバッド・シティに墜落しそうになる。1号と2号が向かい、スコットが操縦室に入り都市の前の湖に墜落させようとする。だが2人の乗組員が船内にいることがわかり、S号のケーヨが救出する。バージルは燃料を吸い取ってバロスを軽くして都市を越えさせ、スコットは都市の先の荒野に無事墜落させて脱出する。 |    |                                                     |                |                               |                |                |
| 39 | 13 | "巨大アリジゴク" "Escape Proof"                     | Theo Baynton   | Rich Fogel                    | 2017年1月7日   | 2019年11月16日 |
| ザ・メカニックの巨大アリジゴクのごとき掘削マシンが巨大な穴を掘り、閉じ込められたホースという人物をバージルとゴードンが救出する。ペネロープとパーカーはトンネルの先がパークモア・スクラブズ刑務所であることを知る。その後、ザ・メカニックはフッドを脱走させ、FAB-1は何とか戻ってきたマシンから逃げる。フッドとザ・メカニックは仲間割れしてしまう。フッドはGDFの隊員に化け、ザ・メカニックはマシンを爆破して逃げる。                                                                                                   |    |                                                     |                |                               |                |                |
| Part 2 |    |                                                     |                |                               |                |                |
| 40 | 14 | "大噴火!" "Volcano!"                                | Karl Essex     | Benjamin Townsend             | 2017年9月30日  | 2019年11月23日 |
| 毎年誤った噴火予測を伝えてきていたクエンティン・クエスタ教授がアイスランドのフーマンダードンフーマンドー火山の噴火の兆候をTB5に訴える。TB5の観測結果には何も出なかったため、通信を切ろうとするが、クエスタ教授が「アイザック・ニュートンの第4の法則」を行使したため、ブレインズとマックスが現地に来てフーマンダードンフーマンドー火山が噴火することを確認する。その後、ジェットモグラで溶岩の流れを変える穴を2箇所掘り、リゾートホテルを救う。                                                                       |    |                                                     |                |                               |                |                |
| 41 | 15 | "狙われた水力発電ダム" "Power Play"                 | Ben Milsom     | Rob Hoegee                    | 2017年10月7日  | 2019年11月30日 |
| 高出力レーザーを作るセンチネル計画のため、ザ・メカニックが巨大な水力発電ダムの制御を奪って出力を過大とし、電池に充電して逃げようとする。スコット、バージル、ゴードン、アランが駆けつけてダムの崩壊を防ぐ。GDFの兵士に化けたフッドがザ・メカニックと争い、ケーヨに追われたザ・メカニックは電池を放棄して逃げる。 |    |                                                     |                |                               |                |                |
| 42 | 16 | "制御不能！プラズマボルト" "Bolt from the Blue"     | Theo Baynton   | Elly Brewer                   | 2017年10月14日 | 2019年12月7日  |
| 軌道上のソーラー・エネルギー・ステーションが故障してプラズマボルトを北太平洋に撒き散らし、パンダを乗せて飛行中の貨物機を故障させる。1号と2号で向かったスコット、バージル、ゴードンが乗員とパンダを救助する間、ステーションを視察中だったペネロープとパーカーはプラズマボルトを止める。 |    |                                                     |                |                               |                |                |
| 43 | 17 | "大トカゲの襲撃" "Attack of the Reptiles"           | Theo Baynton   | Patrick Rieger                | 2017年10月21日 | 2019年12月14日 |
| バディとエリーが今度は中央アフリカのムロカンバ峡谷で行方不明となり、1号でスコットとゴードンが向かう。パラシュートで降下したゴードンはエリーとともに大トカゲに追われ、巨大なトマトを見かける。放棄された研究施設でバディを見つけ、成長促進剤が実験されたことを知る。その後、研究施設にあった水上ボートで脱出し、救助される。 |    |                                                     |                |                               |                |                |
| 44 | 18 | "おばあちゃんの大冒険" "Grandma Tourismo"           | Andrew McCully | Amy Wolfram                   | 2017年10月28日 | 2019年12月21日 |
| バージルとおばあちゃんは買い物の途中で呼び出され、2号でサハラ砂漠の採石場に向かう。閉じ込められた作業員のもとにバージルを残し、おばあちゃんは2号で近辺で砂嵐に襲われた女性を救ったのち、採石場に戻ってジェットモグラで孫(バージル)と作業員を救う。 |    |                                                     |                |                               |                |                |
| 45 | 19 | "規則破りのレスキュー" "Clean Sweep"                | Theo Baynton   | David Baddiel                 | 2017年11月4日  | 2020年1月4日   |
| 空中に浮かぶ巨大な大気清浄装置が故障し、二人の作業員が閉じ込められる。スコット、バージル、ジョンが1号、2号、宇宙エレベーターで救助に向かうが、かつてパーカーの悪党仲間だった管理者のフレッドは規則を守ることに専心するあまり妨げとなる。 |    |                                                     |                |                               |                |                |
| 46 | 20 | "謎のヒーロー TB5" "The Man from TB5"               | Theo Baynton   | Paul Giacoppo                 | 2017年11月11日 | 2020年1月11日  |
| ペネロープがジョンとともに雪山の渓谷に吊るされたシャトーでのチャリティ・オークションに行くと、フッドが客を人質に取って巨額の資金を奪おうとする。ジョンの代わりにアランとゴードンが5号に行くがイーオスは信用しない。ブレインズが服に仕込んだメカを使ったジョンが客を救い、ケーヨがフッドの強奪を阻止する。 |    |                                                     |                |                               |                |                |
| 47 | 21 | "ママの牧場" "Home on the Range"                    | Andrew McCully | Rob Hoegee and Patrick Rieger | 2017年11月18日 | 2020年1月18日  |
| IRの全員が牧場で訓練していた時、マックスやFAB-1をはじめとしてすべてのメカが暴走し、IRは自分たちを批判するジャーナリストを旧式のメカで救助する。暴走の陰にはザ・メカニックがいるが、ブレインズ、おばあちゃん、ジョンが追い払う。 |    |                                                     |                |                               |                |                |
| 48 | 22 | "クリスタル・インフェルノ" "Inferno"                | Tim Gaul       | Benjamin Townsend             | N/A            | 2020年1月25日  |
| ロンドンで世界最高の高さのビルが火事に見舞われ、消防隊はIRに助けを求める。バージルとアランが2号で向かい、人々が避難した上層部を切り離して救う。 |    |                                                     |                |                               |                |                |
| 49 | 23 | "サンダーバード2号 宇宙へ" "Long Haul"              | Karl Essex     | Dan Berlinka                  | 2017年11月25日 | 2020年2月1日   |
| スペースハブ1でのドッキング事故により反応炉の冷却システムが損傷し、コアのメルトダウンが迫る。3号で向かったアランが閉じ込められた管制官を救う間、宇宙航行用に改造された2号が代替の冷却システムをハブに運ぶ。 |    |                                                     |                |                               |                |                |
| 50 | 24 | "海上ステーションからの脱出" "Rigged for Disaster"  | Chad Moffitt   | Patrick Rieger                | 2017年12月2日  | 2020年2月8日   |
| レディ・ペネロープ、パーカー、ケーヨが危険な海上油田基地の操業を止めようとするが、一部の従業員が従わずに火災を起こして逃げる。2号で到着したバージルが、S号やFAB-1と協力して海上基地の崩壊と海洋汚染を食い止めて従業員を救う。 |    |                                                     |                |                               |                |                |
| 51 | 25 | "ハイパースピード" "Hyperspeed"                     | Simon Godsiff  | David Slack                   | 2017年12月9日  | 2020年2月15日  |
| 真空トンネルを走行する超高速列車が試運転で暴走する。スコットが1号で救助に向かうが救助できず、アランが4号でトンネルに入り救助する。 |    |                                                     |                |                               |                |                |
| 52 | 26 | "始動！プロジェクト・センチネル" "Brains vs. Brawn" | Chad Moffitt   | Benjamin Townsend             | 2017年12月16日 | 2020年2月22日  |
| ザ・メカニックは高出力レーザー衛星を作るセンチネル計画を完成させ、宇宙空間からフッドを狙う。フッドから救難信号を受信したIRは、1号、S号、4号、FAB-1、2号がリレーでフッドが入ったカプセルを遊び半分で移動させる間、ブレインズとマックスはセンチネルに侵入してレーザーを停止させ、フッドのサイバネティック・アイ(義眼)の支配から脱しようとしていたメカニックを止める。だがフッドは、カオス・クルーとGDFの軍用機を乗っ取り、自由の身となる。                                                                             |    |                                                     |                |                               |                |                |

### シーズン 3（2018年 - 2020年）
26エピソードからなる。
| Part 1 |    |                                                  |                         |                                   |               |                                       |
| 53 | 1  | "混乱の襲来（前編）" "Chaos Part 1"              | Karl Essex              | Rob Hoegee                        | 2018年3月31日 | 2020年7月5日（先行放送） 2020年8月1日 |
| フッドの部下カオス（混沌）・クルー姉弟のハヴォックとヒューズが世界を混乱に落とし、サンダーバードは手一杯となる。ゴードンはGDFの開発したレスキュー・オペレーション・ロボットと共に、北極でヒューズの破壊活動から人々を救助する。GDFのウェイン・リグビー大尉とケーヨは対立しながらハヴォックを逮捕する。 |    |                                                  |                         |                                   |               |                                       |
| 54 | 2  | "混乱の襲来（後編）" "Chaos Part 2"              | Karl Essex              | Rob Hoegee                        | 2018年4月7日  | 2020年8月8日                          |
| GDFのローボットの救助活動のおかげでインターナショナル・レスキューは暇となる。だが宇宙エレベーターの高高度プラットフォームでの同等の二つの緊急事態のはざまでローボットは迷って動けなくなり、1,2,3号が向かう。わざと逮捕されていたハヴォックはローボットの制御装置とザ・メカニックの居場所の情報を盗んで脱走し、ローボットを暴走させる。ケーヨが制御装置を取り戻して救助は成功する。 |    |                                                  |                         |                                   |               |                                       |
| 55 | 3  | "トレーラー危機一髪" "Path of Destruction"       | Ben Milsom              | Patrick Rieger                    | 2018年4月14日 | 2020年8月15日                         |
| 危険な可燃物ニュートロジンを運ぶトレーラーがヒューズの起こした落盤により走行困難となる。バージルとゴードンがマウンテンポッドで救出する。 |    |                                                  |                         |                                   |               |                                       |
| 56 | 4  | "水星の夜明け" "Night and Day"                   | Theo Baynton            | Jonathan Callan                   | 2018年4月21日 | 2020年8月22日                         |
| 水星の夜の部分で活動中の鉱石採掘マシンが故障して動けなくなり、灼熱の日の出が迫る。アランとブレインズが3号で向かい、現地のエンジニアと協力して故障を修復し3号を使ってマシンを起動し乗組員を救う。 |    |                                                  |                         |                                   |               |                                       |
| 57 | 5  | "世界種子貯蔵庫" "Growing Pains"                 | Theo Baynton            | Patrick Rieger                    | 2018年4月28日 | 2020年8月29日                         |
| ハヴォックがGDFの貯蔵する危険な成長促進剤を求めて、ネッド・テッドフォードの管理する北極圏の世界種子貯蔵庫に侵入する。ケーヨ、リグビー大尉、ジョンが携帯装置に入れたEOSと共に向かう。EOSはハヴォックのウイルスに感染し、ネッドの観賞植物グラディスは成長促進剤で巨大化する。ハヴォックを阻止するが取り逃がす。 |    |                                                  |                         |                                   |               |                                       |
| 58 | 6  | "火星からのSOS" "Life Signs"                     | Ben Milsom              | Jonathan Callan                   | 2018年5月5日  | 2020年9月5日                          |
| 火星の地下の洞窟の落盤で、カリーム教授と彼を救出に行ったテイラー大尉が閉じ込められる。教授は岩の下敷きになり宇宙服には穴が開いて酸素が不足する。アランとバージルが3号で向かうが、ドラゴンフライ・ポッドは落盤で破壊される。バージルは2人と留まりナノ接着剤で密閉空間を作って時間を稼ぎ、その間にアランが3号に戻りドリルで3人を救出する。 |    |                                                  |                         |                                   |               |                                       |
| 59 | 7  | "FAB-1 レース参戦" "Rally Raid"                  | Theo Baynton            | Benjamin Townsend                 | 2018年5月12日 | 2020年9月12日                         |
| ペネロープとパーカーがプロドライバーのハントとともにFAB-1を駆って参加したカーレースで、カオス・クルーはBR2に事故を起こさせて車載されたターボ・コンピューターを盗む。3人はジョンの情報でBR2のドライバーを救出し、ターボ・コンピューターを取り戻す。 |    |                                                  |                         |                                   |               |                                       |
| 60 | 8  | "宇宙船衝突" "Crash Course"                      | Theo Baynton            | Amy Wolfram                       | 2018年5月19日 | 2020年9月19日                         |
| 地球軌道上で二隻の宇宙貨物船が衝突して接合し、パイロット同士が事故の責任について口論を始める。アランが3号で向かい、墜落を食い止めるも飛行禁止区域に入り、衝突による破片が周回してきて彼らを襲う。ジョンも5号から向かってアランに協力し、両船のパイロットを救う。 |    |                                                  |                         |                                   |               |                                       |
| 61 | 9  | "炎と戦う伝説の男" "Flame Out"                   | Karl Essex              | Benjamin Townsend                 | 2018年5月26日 | 2020年9月26日                         |
| メタンハイドレート貯蔵所で爆発が起こり、バージルとゴードンが向かい、伝説の消防士ハリスと協力して消火を行う。5号に乗るゴードンはカオス・クルーがメタンハイドレートを盗んでいたことを知る。 |    |                                                  |                         |                                   |               |                                       |
| Part 2 |    |                                                  |                         |                                   |               |                                       |
| 62 | 10 | "人工珊瑚礁" "Deep Water"                        | Karl Essex              | Len Uhley                         | 2019年5月18日 | 2020年10月3日                         |
| グレート・バリア・リーフの死滅した跡に人工珊瑚礁（シュプリーム・バリア・リーフ）を建設した著名な生物学者のヘレン・シェルビーとその息子の乗る潜水艇が、強い酸性水のために遭難する。4号で向かったゴードンは二人を救助し、ペネロープの助けで付近に沈む貨物船から酸性水が流れ出していることを発見し引き揚げる。 |    |                                                  |                         |                                   |               |                                       |
| 63 | 11 | "岩窟クエスト" "Endgame"                         | Shinji Dawson           | Patrick Rieger                    | 2019年5月25日 | 2020年10月10日                        |
| カオス・クルーがフッドに無断で公開前のゲームパークに侵入し、岩窟クエストのゲームを動かすホロトリックス発生装置を盗もうとする。ゲーム内のキャラクターのアジスリルが助けを呼び、ケーヨが向かう。5号にいたアランもホロトリックスで参加し、カオス・クルーを阻止する。 |    |                                                  |                         |                                   |               |                                       |
| 64 | 12 | "SOS（前編）" "SOS Part 1"                       | Karl Essex              | Rob Hoegee                        | 2019年6月1日  | 2020年10月17日                        |
| 深宇宙探検から帰還中の宇宙船カリプソが地球への衝突コースに乗ってSOSが発せられ、3号にアラン、スコット、ブレインズが乗って向かう。スコットが乗り込んで冷凍睡眠中の二人の乗組員を起こし、貴重なデータを保管するコンピューターとともに3号に収容する。SOSを発したロボットのブレイマンは船に残り、都市への落下をさけてカリプソを海に落とす。地上に残ったゴードンは1号を借り、ペネロープの愛犬シャーベットを探す。 |    |                                                  |                         |                                   |               |                                       |
| 65 | 13 | "SOS（後編）" "SOS Part 2"                       | Karl Essex              | Rob Hoegee                        | 2019年6月8日  | 2020年10月24日                        |
| 海底からブレイマンはSOSを発する。ゴードンが4号で向かうが、カオスクルーにブレイマンを奪われ、4号は岩石の下になりゴードンは負傷する。兄弟たちとペネロープがゴードンを救出して病院に運ぶ。ケーヨに追われたカオスクルーはブレイマンを捨て、ケーヨは追跡をあきらめてブレイマンを回収してトレーシーアイランドに運ぶ。ブレインズがブレイマンのデータを使ってカリプソのデータを解読すると、兄弟たちの行方不明の父ジェフ・トレーシーからの通信が見つかる。 |    |                                                  |                         |                                   |               |                                       |
| 66 | 14 | "シグナル（前編）" "Signals Part 1"              | Theo Baynton            | Rob Hoegee                        | 2019年6月15日 | 2020年10月31日                        |
| 8年前、フッドが超光速実験船ゼロXを盗み、エンジンが過負荷になった機体から脱出カプセルで逃げるが、大惨事を避けるためにジェフ・トレーシーが乗り地球から引き離したゼロXは爆発する。現在、オールトの雲からの死んだと思われたジェフの通信を聞いたインターナショナル・レスキューは事故映像が残るはずの脱出カプセルを探す。アランとケーヨは3号で宇宙ゴミを探すが、GDF内のスパイからの情報を得たハヴォックがフッドに送られて妨害する。二人は海賊の助けを得るがカプセルを見つけられず、ハヴォックに3号を盗まれて置き去りになる。スコット、バージル、ペネロープは2号カプセルが落下した可能性のある地点に行き、ゴードンの代わりにスコットが4号で深海に潜り、脱出カプセルを見つける。負傷したゴードンはもっぱらパーカーを悩ませる。 |    |                                                  |                         |                                   |               |                                       |
| 67 | 15 | "シグナル（後編）" "Signals Part 2"              | Theo Baynton            | Rob Hoegee                        | 2019年6月22日 | 2020年11月7日                         |
| アランとケーヨは海賊とともにカオス・クルーザーに乗って3号を月まで追いかける。ハヴォックは3号に月面衝突コースを設定し、クルーザーを取り戻して逃げるが、二人は3号に忍び込み制御を取り戻して回避する。脱出カプセルを確保したスコットの4号は汚泥に沈み、バージルとペネロープは2号を潜水させて引き上げる。ブレインはカプセルのカメラ映像を分析して、ゼロXは爆発せず深宇宙に飛び立ったことを知る。インターナショナル・レスキューは新たにゼロXを建造して救出に向かうことにする。 |    |                                                  |                         |                                   |               |                                       |
| 68 | 16 | "シャクルトン・ビースト" "Chain Reaction"        | Karl Essex              | Anne Mortensen-Agnew              | 2019年6月29日 | 2020年11月14日                        |
| GDFの兵士キャメロンがメルトダウンの後で休止した原子力発電所シャクルトンの昇降路に落ち、スコットが1号で向かい、GDFのマリオンとともに救助する。だがカオス・クルーのヒューズがウランを盗もうとし、スコットは危険から彼の命を救うが3人が内部に閉じ込められ、放射線レベルは上昇する。バージルが2号とジェットモグラで3人を救い、ヒューズもひそかに恩を返す。 |    |                                                  |                         |                                   |               |                                       |
| 69 | 17 | "乗っ取られたFAB‒1" "Getaway"                    | Chad Moffitt            | Richard Dinnick                   | 2019年7月6日  | 2020年11月21日                        |
| パーカーの昔の泥棒仲間が建物を爆破してダイアモンドを盗み、FAB-1を奪って逃げる。バージルが2号で来て閉じ込められた女性を救い、ペネロープとパーカーは自動運転タクシーを乗っ取り、愛犬シャーベットの協力でFAB-1を奪い返す。 |    |                                                  |                         |                                   |               |                                       |
| 70 | 18 | "雪崩" "Avalanche"                               | Karl Essex              | Benjamin Townsend                 | 2019年7月13日 | 2020年11月28日                        |
| アランがファンであるヴロガーのブランドンと仲間が雪崩に巻き込まれ、スコット、バージル、アランが1号と2号で救出に向かう。アランはシェルパ・ポッドに乗って救出し、動画に出ることを望む。 |    |                                                  |                         |                                   |               |                                       |
| Part 3 |    |                                                  |                         |                                   |               |                                       |
| 71 | 19 | "大型タンカー転覆！" "Upside Down"               | Ben Milsom and Tim Gaul | Lisa Kettle                       | 2020年1月4日  | 2020年12月5日                         |
| レディ・ペネロープとパーカーが新造ボートFAB-2を試運転していた時に大津波が起こり、エンジンの故障したタンカーを襲う。船を離れようとしない船員の説得に手間どってタンカーは転覆してしまい、ペネロープも閉じ込められる。バージルは2号で負傷から回復したゴードンと4号を現場に運び、4号と2号は潜水してタンカーを再び正しい向きに回転させようとし、パーカーの操縦するFAB-1も最後の一押しをする。 |    |                                                  |                         |                                   |               |                                       |
| 72 | 20 | "ザ・ワールド・エアー・ショー" "Icarus"          | Karl Essex              | Benjamin Townsend                 | 2020年1月11日 | 2020年12月12日                        |
| レディ・ペネロープはトレーシー家とサンダーバード1-4号とS号をザ・ワールド・エアー・ショーに招く。クワーク教授が自分の設計した超高速機イカロスの試験飛行で速度記録を破るが、減速できなくなって助けを求める。1号でも追いつかず、2号が雲を使ってイカロスの進行方向を宇宙空間に向け、3号で向かったアランが教授を救助する。 |    |                                                  |                         |                                   |               |                                       |
| 73 | 21 | "宇宙刑務所 ヘックス" "Break Out"                | Shinji Dawson           | Benjamin Townsend                 | 2020年1月18日 | 2020年12月19日                        |
| Tドライブの開発に手間どるブレインズは、発明者であるザ・メカニックの助けを必要とする。ペネロープはフッドの影響から守るために彼が収容されているヘックス刑務所の位置を、ケーシー大佐から聞き出す。アランとケーヨが3号で向かって管理者のリグビー大尉に再会する。フッドはスパイからこれを知ってカオス・クルーが密かに尾行し、ザ・メカニックに脱走を誘うが拒否される。カオス・クルーはヘックス刑務所を爆破する。ザ・メカニックはIR基地に来て、フッドの影響から脱することと引き換えに、Tドライブ開発を助けることを約束する。 |    |                                                  |                         |                                   |               |                                       |
| 74 | 22 | "トレジャー・ハンター" "Buried Treasure"         | Ben Milsom              | Kevin Burke and Chris “Doc” Wyatt | 2020年1月25日 | 2020年12月26日                        |
| ゴミ収集家のスクラップスが地下のゴミ鉱山でお宝を探すが、制御不能になった巨大ゴミ再生マシン"ワーム"によって閉じ込められる。スコット、バージル、ゴードンが1号と2号で向かい、ジェットモグラとドラゴンフライで地下に入る。ジェットモグラは破壊されるが救助は成功する。ブレインズはフッドがザ・メカニックを操る脳内の制御装置を破壊しようとし、フッドの反撃を退けて成功するがザ・メカニックの記憶を見られる。 |    |                                                  |                         |                                   |               |                                       |
| 75 | 23 | "猛毒の恐怖" "Venom"                             | Ben Milsom              | Dan Berlinka                      | 2020年2月1日  | 2021年1月9日                          |
| ブラジルの熱帯雨林で科学者が毒蜘蛛に刺され、解毒剤を運んでいたドローンは森で遭難する。スコットとケーヨはバージルの2号に乗って急行し、解毒剤を回収して科学者を救う。ザ・メカニックとブレインズの建造するTドライブに必要な燃料電池がモファット教授の下から盗まれる。レディ・ペネロープがハヴォックに化けて内部の犯人から取り戻す。 |    |                                                  |                         |                                   |               |                                       |
| 76 | 24 | "レスキュー・スカウト" "Firebreak"               | Tim Gaul and Ben Milsom | Patrick Rieger                    | 2020年2月8日  | 2021年1月16日                         |
| ブレインズはジェフを救うための深宇宙船"ゼロXL"を完成させる。森の中で二人のレスキュースカウトが山火事に囲まれ、古い森林伐採機のクラブロッガーの中に閉じ込められる。四兄弟が1号と2号で向かい二人を救出する。 |    |                                                  |                         |                                   |               |                                       |
| 77 | 25 | "はるかなる宇宙（前編）" "The Long Reach Part 1" | Karl Essex              | Rob Hoegee                        | 2020年2月15日 | 2021年1月23日                         |
| トレーシー兄弟、ブレインズ、ケーヨはゼロXLに乗ってジェフ・トレーシーを救いに行こうとする。カオス・クルーが邪魔に入り、ケーヨは離脱しサンダーバードS号で攻撃し、カオス・クルーザーは墜落されたふりをして海底で身をひそめる。ゼロXLはジョンを乗せた5号と合体してオールトの雲に到着する。5兄弟はゼロXLから分離した1、2、3、4号で父の宇宙船を探し発見する。スコットが父に再会する。 |    |                                                  |                         |                                   |               |                                       |
| 78 | 26 | "はるかなる宇宙（後編）" "The Long Reach Part 2" | Karl Essex              | Rob Hoegee                        | 2020年2月22日 | 2021年1月30日                         |
| ハヴォックとヒューズがトレーシー・アイランドを襲うが、ケーヨ、おばあちゃん、ザ・メカニック、ペネロープ、パーカーとシャーベットが奮闘してGDFに二人を逮捕させる。オールトの雲では、ジェフが息子たちに再会する。密航していたフッドがブレインズからゼロXLを奪って逃げようととするが失敗する。トレーシー家は地球に戻る。アランは高校を卒業する。 |    |                                                  |                         |                                   |               |                                       |

1. ↑  S2E2『ゴースト・シップ』

## 製作
製作総指揮のリチャード・テイラーは幼少期に観たオリジナルの『サンダーバード』を自身の創作の原点としており、かねてから『サンダーバード』のリメイクを望んでいた。
テイラーは自身が率いるWETAデジタルがVFXを担当した『ロード・オブ・ザ・リング』のロンドンプレミアにシルヴィア・アンダーソンを招待し、シルヴィアからリメイクの承認を得てテスト映像の制作に乗り出していたが、権利関係の変更により企画は立ち消えとなった。
2008年に子供向けテレビ番組制作会社プケコ・ピクチャーズを設立したテイラーは、2011年から再び『サンダーバード』のリメイクを企画し、本作品の制作へと至った。

## 日本での放送
日本においては、オリジナル版『サンダーバード』の放送権も得ている東北新社が、今作も引き続き放送権を獲得した。救助チームの日本語版名称はオリジナル版では「国際救助隊」と訳されていたが、本作においては「インターナショナル・レスキュー」となっている。また、オリジナル版の日本語主題歌は本作には採用されなかった。

### NHK
NHK総合テレビにて第1シーズンを2015年8月・9月に第1話から第5話まで先行放送の後、10月3日より毎週土曜日17時35分から（のちに午後5時5分からに変更）改めて第1話からのレギュラー放送が開始され、2016年10月8日までで第1シーズンの全26話が放送された。ただし、放送枠は確保されているものの大相撲中継や特別番組による休止が多かった。シーズン2以降はNHKで放送されていない。

### スーパー!ドラマTV
シーズン1はNHKに遅れて2019年5月22日より放送され、シーズン2は2019年8月24日から日本国内では初めて放送された。シーズン3は2020年7月5日に第1話が先行放送され、同年8月1日から本放送された。